# Moisés Hernández
Moisés Edwardo Hernández Morales (ur. 5 marca 1992 w Dallas) – gwatemalski piłkarz pochodzenia amerykańskiego i meksykańskiego występujący na pozycji lewego lub środkowego obrońcy, reprezentant Gwatemali.

## Kariera klubowa
Hernández pochodzi z miasta Dallas w Teksasie. Jego ojciec Javier jest imigrantem z Gwatemali, zaś matka Maria jest Amerykanką o meksykańskich korzeniach. Jest wychowankiem akademii klubu FC Dallas. W lipcu 2010 podpisał z nim profesjonalną umowę, razem z Rubénem Luną i Víctorem Ulloą. Tym samym cała trójka została jednymi z pierwszych wychowanków (Homegrown Player) Dallas, którzy przebili się do seniorskiej drużyny, zaraz po Bryanie Leyvie. W pierwszym zespole zadebiutował w sierpniu 2010 w towarzyskim meczu z Interem Mediolan (2:2). Wobec konkurencji ze strony Jaira Beníteza i Carlosa Rodrígueza nie udało mu się rozegrać żadnego spotkania w lidze, a tylko jedno w maju 2012 w krajowym pucharze z Charlotte Eagles (0:2). Regularnie grał natomiast w rezerwach klubu.
W czerwcu 2012 FC Dallas zdecydował się wypożyczyć Hernándeza na pół roku do gwatemalskiego Comunicaciones FC, by tam nabrał ogrania meczowego. W gwatemalskiej Liga Nacional zadebiutował 6 października 2012 w wygranym 2:0 spotkaniu z Marquense. Wywalczył z Comunicaciones tytuł mistrza Gwatemali (Apertura 2012), lecz był tylko rezerwowym i zagrał w 4 meczach. W styczniu 2013 udał się na kolejne wypożyczenie, tym razem do kostarykańskiego potentata Deportivo Saprissa na okres roku. Ściągnął go tam trener Rónald González, który współpracował z Hernándezem w Comunicaciones. W kostarykańskiej Primera División zadebiutował 3 lutego 2013 w wygranym 2:1 meczu z Uruguayem.
Po powrocie do FC Dallas, Hernández zaczął dość regularnie pojawiać się w wyjściowej jedenastce pod wodzą trenera Óscara Pareji, który znał go już z drużyn juniorskich. w Major League Soccer zadebiutował 8 marca 2014 w wygranej 3:2 konfrontacji z Montreal Impact. Po upływie kilkunastu miesięcy stracił jednak pozycję w składzie na rzecz Ryana Hollingsheada i Atiby Harrisa, wobec czego w kwietniu 2016 został wypożyczony do końca sezonu do Rayo OKC z drugiego szczebla rozgrywek – North American Soccer League. W styczniu 2017 rozwiązał kontrakt z FC Dallas.
W styczniu 2017 Hernández na zasadzie wolnego transferu powrócił do Comunicaciones FC. W lipcu 2018 ponownie został natomiast zawodnikiem swojego macierzystego FC Dallas. Podkreślano jego ewentualną przydatność do drużyny pod kątem wszechstronności – oprócz swojej domyślnej pozycji lewego obrońcy mógł on także występować na środku obrony lub na prawej obronie. Już po niecałych trzech miesiącach, bez rozegrania żadnego meczu, został oddany na wypożyczenie do San Antonio FC z drugiego szczebla rozgrywek – USL Championship. W październiku 2019 FC Dallas nie zdecydował skorzystać z opcji przedłużenia umowy z Hernándezem.
W styczniu 2020 Hernández powrócił do Gwatemali, zostając zawodnikiem Antigua GFC.

## Kariera reprezentacyjna
W marcu 2011 Hernández został powołany przez Thomasa Rongena do reprezentacji Stanów Zjednoczonych U-20 na Mistrzostwa CONCACAF U-20. Rozegrał tam dwa mecze, a Amerykanie odpadli z turnieju w ćwierćfinale z Gwatemalą (1:2) i nie zakwalifikowali się na Mistrzostwa Świata U-20 w Turcji.
Kilka lat później Hernández za sprawą pochodzenia ojca otrzymał gwatemalskie obywatelstwo i zdecydował się na zmianę barw narodowych. W reprezentacji Gwatemali zadebiutował za kadencji selekcjonera Ivána Franco Sopegno, 27 marca 2015 w przegranym 0:1 meczu towarzyskim z Kanadą. Cztery miesiące później znalazł się w składzie na Złoty Puchar CONCACAF. Wystąpił podczas niego w dwóch meczach, odpadając wraz z drużyną w fazie grupowej.